# ダニエル・ファジアーニ
ダニエル・フェルナンド・ファジアーニ（Daniel Fernando Fagiani、1974年1月24日 - ）は、アルゼンチン出身の元サッカー選手。ポジションはDF。

## タイトル

### クラブ
バレンシアCF
- スーペルコパ・デ・エスパーニャ : 1回 (1999)